# مادلين غوستافسون (كاتبة)
مادلين غوستافسون (بالسويدية: Madeleine Gustafsson)‏ (مواليد 2 يوليو 1937) كاتبة سويدية ومترجمة وناقدة أدبية.

## روابط خارجية
- مادلين غوستافسون على موقع IMDb (الإنجليزية)